# یوزف کلر
یوزف کلِر (۱۷ اکتبر ۱۹۰۴، لانگه‌ناو، سیلزی علیا - ۲۳ اوت ۱۹۸۸، لایفرده) یک اس‌اس-اوبرشارفورر (گروهبان ارشد)، سرپرست در چندین اردوگاه کار اجباری نازی‌ها، و نیز رئیس گروه ضدعفونی‌کننده اس‌اس در اردوگاه کار اجباری آشویتس بود.

## در آشویتس
کلر از سال ۱۹۳۲ عضو حزب نازی و آلگماینه اس‌اس بود. او در تمرین‌های نظامی با ورماخت شرکت کرد و آموزش پزشکی دید. مدت کوتاهی پیش از آغاز جنگ، وی به وافن اس‌اس پیوست. در اوت ۱۹۳۹، او به عنوان نگهبان به اردوگاه کار اجباری بوخن‌والد منتقل شد، و یک سال بعد به اردوگاه کار اجباری داخائو بعنوان کادر پزشکی فرستاده شد. در ژانویه ۱۹۴۱ او به رتبه اس‌اس-اونترشارفورر ارتقا یافت و به آشویتس منتقل شد و به عنوان یک پزشک متخصص در بیمارستان زندانیان کار کرد.
کلر به دلیل کشتن با تزریق فنول به قلب مشهور بود، مسئولیتی که او در اصل از سال ۱۹۴۲ به بعد به دوش گرفته بود. او روش‌هایی را برای بهینه‌سازی سرعت روند کشتار، همچون آزمودن موقعیت‌های گوناگون قرارگیری بدن زندانیان پیش از تزریق به آنها، ابداع کرد.
کلر گهگاه خود «گزینش» ها را انجام می‌داد و هنگامی که به او اطلاع می‌دادند که پزشک اردوگاه در دسترس نیست، بلافاصله می‌گفت: «امروز من پزشک اردوگاه هستم.» از آنجا که توصیف‌های گوناگونی از ایستادن وی در برابر انبوهی از جسدها در پس‌زمینه در حالی که «کت سفید یا پیش‌بند پلاستیکی صورتی و دستکش‌های پلاستیکی پوشیده بود» و «سرنگی ۲۰-سی‌سی در دست داشت» در دست است، کلر به عنوان «کاریکاتوری تام از پزشک قادر مطلق در آشویتس» توصیف شده‌است. او به خشونت سادیستی خود نامدار بود.
به گفته کاپیتان ویتولد پیلکی، که از عملیات کلر در آشویتس آگاهی دست اول داشت: «آنها [قربانیان]  تنها کسانی نبودند که به شدت بیمار یا خسته بودند. برخی تنها به این دلیل کشته می‌شدند که کلر ازشان خوشش نمی‌آمد و آنها را در «فهرست سوزن» قرار داده بود. حتی قصاب‌های ابتدای اردوگاه نیز [با این‌ها] تفاوت داشتند؛ با این وجود نمی‌دانم آیا می‌توان آنها را منحط نامید یا نه. کلر عادت داشت با با تعصب زیاد، چشمان دیوانه‌وار و لبخند سادیستی با سوزن خود بکشد، و پس از کشتن هر قربانی روی دیوار خط کوچکی می‌کشید. در زمان من، او فهرست کسانی را که توسط او کشته شده بودند به عدد چهارده هزار تن رساند و هر روز با شادی زیادی به خود می‌بالید، همچون یک شکارچی که از غنائم تعقیب و گریز خود صحبت می‌کند.»
در سال ۱۹۴۳ کلر رئیس گروه ضدعفونی (به آلمانی: Desinfektionskommando) شد. وظایف او به عنوان سرپرست سیکلون ب نه تنها کنه‌زدایی از فضاهای اردوگاه و لباس‌ها بود، بلکه وی مشارکت مستقیم در کشتار جمعی زندانیان با گاز داشت. او از جمله کسانی بود که قرص‌های گاز سیکلون ب را از دریچه‌های بالای اتاق‌ها به درونشان پرتاب می‌کردند. او در گزینش ازکارافتادگانی که به اتاق‌های گاز فرستاده می‌شدند، حضور داشت و برنامه‌ای زمانی معین کرد که زیر نظر او چه کسانی می‌بایست سیکلون ب را به اتاق‌ها تزریق می‌کردند.

## دستگیری و دادگاهی
پس از تخلیه اردوگاه آشویتس توسط اعضای اس‌اس، کلر مسئول انتقال زندانیان به اردوگاه کار اجباری گروس‌روزن شد. در مه ۱۹۴۵، وی توسط نیروهای آمریکایی در اتریش گرفته شد و تا ۱۹۴۸ در زندان ماند. سپس او در براونشوایگ پیش خانواده‌اش بازگشت و به عنوان کابینت‌ساز کار کرد. در آوریل ۱۹۶۰ دادستانی فرانکفورت حکم بازداشت وی را صادر کرد که پس از مشخص شدن محل زندگی کلر در ماه سپتامبر اجرا شد.
در ۱۹ اوت ۱۹۶۵، دادگاه وی را به جرم قتل در کمینه ۴۷۵ مورد، و کمک به کشتار همگانی در کمینه ۲۷۳۰ مورد مجرم شناخت و او را به حبس ابد محکوم کرد. در جریان دادگاه، یکی از شاهدان با نام گلواکی شهادت داد که کلر زنانی را که ادعا شده بود در اردوگاه جانبی زنان بودی (Budy) قیام کرده و زنداه مانده بودند، با تزریق فنول کشت.
هنگامی که در زندان به سر می‌برد، اِبو دِمان، فیلمساز و روزنامه‌نگار با وی گفتگو کرد. هنگامی که دمان موضوع انکار هولوکاست را پیش کشید، کلر پاسخ داد:
یهودیان هیچ‌گاه با گاز کشته نشدند؟ هان؟ بله، از من پیشتر هم در این باره پرسیده شده‌است… سه زن سالمند برای دیدار از ما به اینجا می‌آیند. چه انجمنی! همیشه می‌خواهند از ما پشتیبانی کنند، برای تولدمان هدیه بیاورند، و چیزهای دیگر. یکی از آن‌ها روزی از من پرسید که آیا مردم در آشویتس با گاز کشته می‌شدند؟ من گفتم – رُک و با صراحت می‌گویم، ولی اگر کس دیگری بود می‌گفتم که نمی‌دانم. ولی چون شمایی، به دقت می‌گویم، که ملت با گاز کشته می‌شدند. و هر کسی که بر این ادعا است که کشتار با گازی در کار نبوده… بله، متوجهشان نمی‌شوم، شاید دیوانه هستند یا اشتباه می‌کنند. … وقتی سه سال، چهار سال در آشویس باشی و همه چیز را تجربه کرده باشی، آنگاه دیگر نمی‌توانم به خودم دروغ بگویم دربارهٔ اینکه کشتار با گاز هیچ‌گاه اتفاق نیافتاده است.
در ۲۵ ژانویه ۱۹۸۸، مجازات کلر به دلیل نامناسب بودن برای بازداشت به حالت تعلیق درآمد. در ۱۰ ژوئن، به او دستور داده شد تا بقیه دوران زندانش را به صورت مشروط بگذراند. وی پس از هفت ماه آزادی در ۸۳ سالگی مرد.